# 마리나 마체테
마리나 마체테 레이스(Marina Machete Reis, 1995년 10월 1일 ~ )는 포르투갈 모델이다. 그녀는 2023 미스 유니버스 포르투갈이며 엘살바도르에서 열린 미스 유니버스 2023에 참가했다. 생물학적으로 남성으로 태어났으며, 미스 유니버스 포르투갈에 참가하고 미스 유니버스에서 포르투갈을 대표하는 최초의 트랜스젠더이다.